# Хроника Прибалтийской стратегической оборонительной операции
Хроника Прибалтийской стратегической оборонительной операции по дням

## 22 июня 1941 года
- Начало операции
- Начало приграничного сражения в Литве и Латвии

### Населённые пункты
- Оккупирован Алитус
- Оккупирован Вилкавишкис
- Оккупирован Вирбалис
- Оккупирована Калвария
- Оккупирован Кибартай
- Оккупирована Кретинга
- Оккупирован Лаздияй
- Оккупирован Мариамполь
- Оккупирован Наумиестис
- Оккупирована Паланга
- Оккупирован Таураге
- Оккупирован Шакяй
- Оккупирован Смалининкай
- Оккупирован Юрбаркас

### Другие события
- Приняли первый бой приграничные дивизии и пограничные войска
- Передовые части 4-й танковой группы вышли в район северо-западнее Каунаса к реке Дубиса
- Передовые части 3-й танковой группы форсировали Неман в районах Алитус и Меркине

## 23 июня 1941 года

### Населённые пункты
- Оккупирован Каунас
- Оккупирован Пренай
- Оккупирован Расейняй

### Другие события
- Началась оборона Лиепаи
- ВМФ СССР потерял подводную лодку М-78
- ВМФ СССР потерял подводную лодку М-71
- ВМФ СССР потерял подводную лодку М-80
- ВМФ СССР потерял подводную лодку C-1
- ВМФ СССР потерял подводную лодку «Ронис»
- ВМФ СССР потерял подводную лодку «Спидола»
- ВМФ СССР потерял тральщик БТЩ-208
- ВМФ СССР потерял торпедный катер № 27 (типа Г-5)
- На подступах к Шяуляю вступила в бои 9-я артиллерийская бригада ПТО
- Части 12-го механизированного корпуса приступили к контрудару из района Шяуляя.
- Части 3-го механизированного корпуса приступили к контрудару из района южнее Расейняй.

## 24 июня 1941 года

### Населённые пункты
- Оккупирован Вильнюс
- Оккупирован Плунге
- Оккупирован Тракай
- Оккупирован Укмерге

### Другие события
- Части 12-го механизированного корпуса возобновили контрудар из района Шяуляя, затем начали отход
- 1-й минно-торпедный авиационный полк и 57-й бомбардировочный авиационный полк (оба — ВВС Балтфлота) производят бомбардировку Мемеля
- ВМФ СССР потерял эскадренный миноносец «Ленин»
- ВМФ СССР потерял эскадренный миноносец «Гневный»
- ВМФ СССР потерял подводную лодку C-3
- Передовые части 56-го моторизованного корпуса, вышли в район Укмерге.

## 25 июня 1941 года

### Населённые пункты
- Оккупирован Зарасай
- Оккупирована Йонава
- Оккупирован Кедайняй
- Оккупирован Тельшяй
- Оккупирована Утена

### Другие события
- Окружена восточнее Расейняй советская 2-я танковая дивизия

## 26 июня 1941 года

### Населённые пункты
- Оккупирована Грива
- Оккупирован Гробиня
- Оккупирован Даугавпилс
- Оккупирован Жагаре
- Оккупирован Йонишкис
- Оккупирован Мажейкяй
- Оккупированы Ошмяны
- Оккупирован Радвилишкис
- Оккупирован Шяуляй
- Оккупирован Швенчионеляй
- Оккупирована Шедува

### Другие события
- 8-я танковая дивизия овладела мостами через Западную Двину в районе Даугавпилса, переправилась на правый берег и захватила плацдарм.
- В район северо-западнее Даугавпилса прибыл 5-й воздушно-десантный корпус

## 27 июня 1941 года

### Населённые пункты
- Оккупирован Ауце
- Оккупирован Биржай
- Оккупирован Браслав
- Оккупирован Вентспилс
- Оккупирована Лиепая
- Оккупирован Прекуле
- Оккупирован Рокишкис
- Оккупирован Тукумс
- Оккупирован Швенчионис

### Другие события
- ВМФ СССР потерял подводную лодку М-99
- ВМФ СССР потерял торпедный катер № 47 (типа Г-5)
- В район северо-западнее Даугавпилса прибыл 21-й механизированный корпус

## 28 июня 1941 года

### Населённые пункты
- Оккупирована Бауска
- Оккупирован Виесите
- Оккупирован Добеле
- Оккупирован Екабпилс
- Оккупирован Илуксте
- Оккупирован Субате

### Другие события
- Советские войска (21-й механизированный корпус, 5-й воздушно-десантный корпус, 185-я моторизованная дивизия) наносят контрудар по Даугавпилсу.

## 29 июня 1941 года

### Населённые пункты
- Оккупирована Елгава
- Оккупирован Крустпилс
- Оккупированы Ливаны
- Оккупирован Паневежис
- Оккупирован Плявиняс
- Оккупирована Юрмала
- Оккупирован Салдус

### Другие события
- Ставкой ГК отдан приказ командующему Северо-Западным фронтом одновременно с организацией обороны по реке Западная Двина подготовить и занять для обороны рубеж по реке Великая.
- Части 56-го моторизованного корпуса вышли на дальние подступы к Резекне

## 30 июня 1941 года

### Населённые пункты
- Оккупирован Дурбе

### Другие события
- Передовой отряд 26-го армейского корпуса захватил мосты через Западную Двину в Риге.
- 10-й стрелковый корпус контратаковал и выбил немецкие части из Риги.
- 57-й бомбардировочный авиационный полк и 73-й бомбардировочный авиационный полк производят бомбардировку немецких войск в Даугавпилсе.
- ВМФ СССР потерял морской охотник МО-143
- На Балтийском море сформирована минно-артиллерийская позиция, получившая название Центральной.

## 1 июля 1941 года

### Населённые пункты
- Оккупирован Айзпуте
- Оккупированы Варакляны
- Оккупирована Кулдига
- Оккупирован Огре
- Оккупирован Пилтене
- Оккупирован Прейли
- Оккупирована Рига
- Оккупирован Яунелгава

### Другие события
- ВМФ СССР потерял подводную лодку М-81
- ВМФ СССР потерял тральщик Т-298 «Иманта»
- На станциях Псков и Черская начал выгружаться 41-й стрелковый корпус

## 2 июля 1941 года

### Населённые пункты
- Оккупированы Виляны
- Оккупирована Мадона

### Другие события
- Немецкие части, продвигаясь вдоль шоссе Даугавпилс — Островок вышли в район 20—25 км южнее Резекне.
- Кригсмарине потерял тральщик «М-3134»
- На Балтийском море началось оборудование Восточной (Гогландской) минно-артиллерийской позиции

## 3 июля 1941 года

### Населённые пункты
- Оккупирован Валдемарпилс
- Оккупирован Гулбене
- Оккупирована Дрисса
- Оккупирована Кандава
- Оккупирован Сабиле
- Оккупирована Сигулда
- Оккупирован Талси

## 4 июля 1941 года

### Населённые пункты
- Оккупированы Айнажи
- Оккупированы Балви
- Оккупирована Валмиера
- Оккупирована Карсава
- Оккупирован Лимбажи
- Оккупирована Лудза
- Оккупирована Мазсалаца
- Оккупирован Резекне
- Оккупирован Салацгрива
- Оккупирован Смилтене
- Оккупирован Стренчи
- Оккупирован Цесис

### Другие события
- 1-я танковая дивизия после незначительного сопротивления 468-го стрелкового полка 111-й стрелковой дивизии овладела Островом

## 5 июля 1941 года

### Населённые пункты
- Оккупирован Абрене
- Оккупирован Алуксне
- Оккупирован Апе
- Оккупирована Руйиена

### Другие события
- Советскими войсками отбит Остров (111-я стрелковая дивизия) и 3-я танковая дивизия

## 6 июля 1941 года

### Населённые пункты
- Оккупирована Антсла
- Оккупирован Зилупе
- Оккупирован Остров
- Оккупирован Поставы

### Другие события
- Состоялся морской бой двух немецких тральщиков и отряда в составе эсминцев «Сердитый», «Сильный», «Энгельс», сторожевиков «Снег» и «Туча»

## 7 июля 1941 года

### Населённые пункты
- Оккупирован Килинги-Нымме
- Оккупирована Мыйзакюла
- Оккупирована Отепя
- Оккупирована Тырва

### Другие события
- Немецкие войска вышли к южной окраине Пскова в районе Крестов.
- Части 41-го моторизованного корпуса прорвали боевые порядки 41-го стрелкового корпуса и выдвинулись к Пскову
- ВМФ СССР потерял вспомогательный тральщик ТЩ-101

## 8 июля 1941 года

### Населённые пункты
- Оккупирована Мустла
- Оккупирована Опочка

## 9 июля 1941 года

### Населённые пункты
- Оккупирован Вильянди
- Оккупирован Псков
- Оккупирован Пярну
- Оккупирован Себеж
- Оккупирован Хаапсалу